# Tour de France 2012
Tour de France 2012, v pořadí 99. ročník nejslavnějšího cyklistického etapového závodu světa – Tour de France, probíhal mezi 30. červnem až 22. červencem 2012. Závod odstartoval prologem v belgickém městě Lutych a skončil tradičně pod pařížským Vítězným obloukem. V tomto ročníku nestartoval žádný z českých jezdců, Slováci tři: Peter Sagan ze stáje Liquigas-Cannondale a Peter Velits a Martin Velits ze stáje Omega Pharma-Quickstep.
Za hlavní favority závodu byli na startu považováni loňský vítěz Australan Cadel Evans a britský cyklista Bradley Wiggins.
Celkově vyhrál jako první Brit Bradley Wiggins (Team Sky) s náskokem 3:21 před týmovým kolegou Chrisem Froomem. Wiggins se oblékl do žlutého trikotu po sedmé, první horské etapě. Do té doby jej nosil Fabian Cancellara (RadioShack-Nissan), který vyhrál prolog. Wiggins výrazně neztratil v žádné etapě a s převahou vyhrál obě časovky. Celkové třetí místo získal Vincenzo Nibali (Liquigas-Cannondale), který se jako jediný dokázal v horách Wigginse a Frooma udržet.
Bodovací soutěž s převahou vyhrál Peter Sagan (Liquigas-Cannondale), vítěz tří etap. Tři etapy vyhráli ještě André Greipel (Lotto-Belisol) a Mark Cavendish (Team Sky), ale v ostatních sprintech nedosáhli takových výsledků jako Sagan.
Vrchařskou soutěž vyhrál Thomas Voeckler (Team Europcar), vítěz dvou horských etap.
Bílý trikot nejlepšího mladého jezdce získal celkově pátý Tejay van Garderen (BMC Racing Team).
Nejlepším týmem se stal RadioShack-Nissan.
Cenu pro nejaktivnějšího jezdce dostal Chris Anker Sørensen (Team Tinkoff-Saxo).

## Trasa závodu

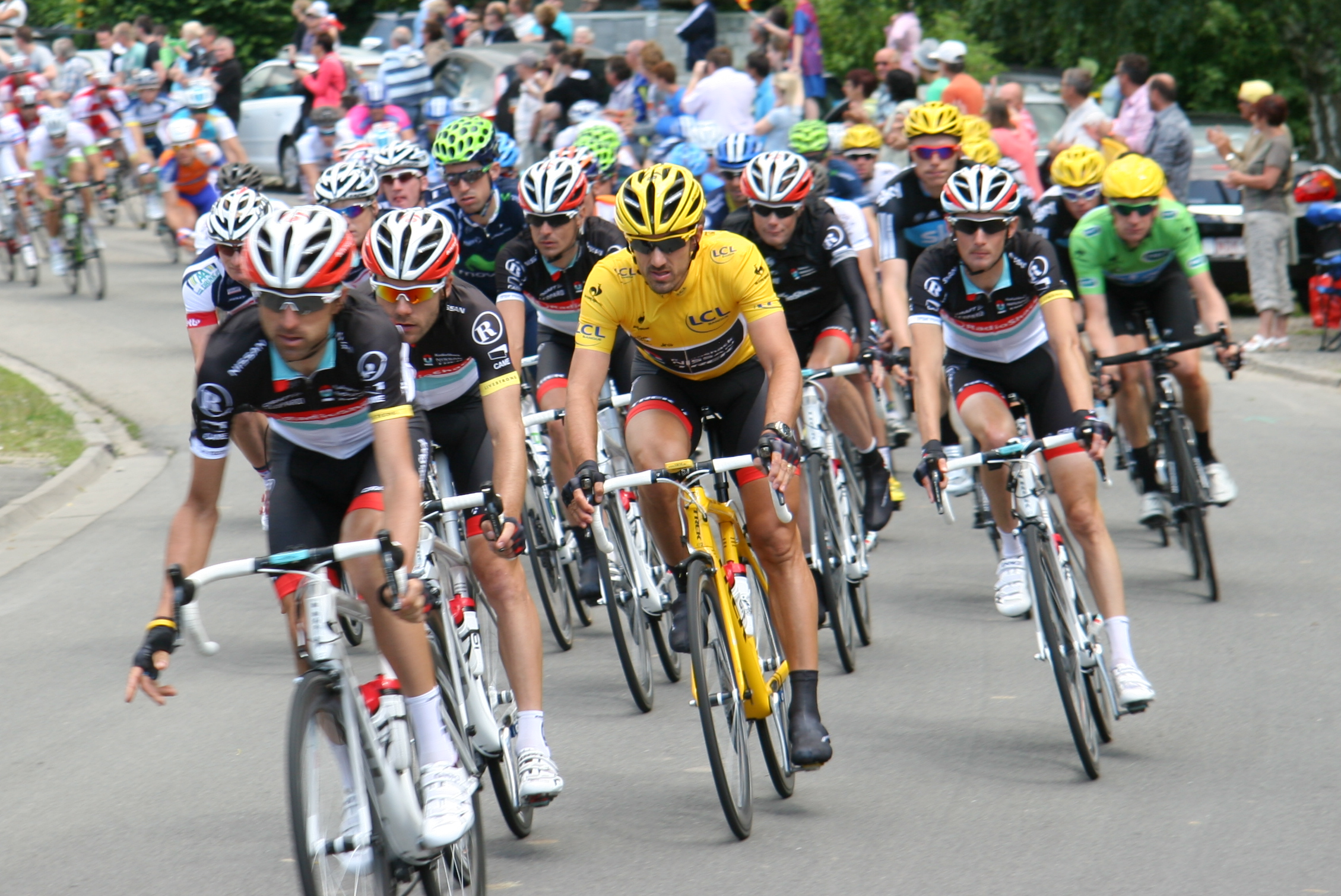
1. etapa

Trasa závodu byla omylem zveřejněna již 10. října 2011. Oficiální prezentace proběhla až 18. října 2011, pořadatel závodu Amaury Sport Organisation (ASO) již dříve zveřejněnou trasu potvrdil. Kromě prologu a úvodních etap v Belgii zavítali závodníci také do Švýcarska. Poprvé v historii projížděli horským průsmykem Col du Grand Colombier (1501 m) v pohoří Jura. Součástí alpských etap byli divácky populární výjezdy do průsmyků Col de la Madeleine (1993 m) a Col de la Croix de Fer (2067 m). Průjezd Pyrenejemi tvořil druhou část horských etap, závodníci se dostali mimo jiné do průsmyků Col de Tourmalet (2115 m), Col d'Aubisque (1709 m), Col d'Aspin (1489 m) a Col de Peyresourde (1569 m). Celý závod měl celkem 25 horských prémií kategorie 1, 2 nebo HC. Oproti minulým ročníkům bylo v závěrech etap méně dojezdů na vrcholy hor a průsmyků.

## Týmy
Na start nastoupilo celkem 22 týmů:
| - Ag2r-La Mondiale - Cofidis - Lampre-ISD - Orica-GreenEDGE - Saur-Sojasun - Team Sky - Argos-Shimano - Euskaltel-Euskadi - Liquigas-Cannondale - Omega Pharma-Quick Step - Team Europcar | - Vacansoleil-DCM - Astana - FDJ-BigMat - Lotto-Belisol - Rabobank - Team Katusha - BMC Racing Team - Garmin-Sharp - Movistar Team - RadioShack-Nissan - Team Tinkoff-Saxo |

## Seznam etap
| Etapa     | Start a cíl                         | Délka     | Typ etapy           | Datum        | Vítěz etapy        | Žlutý trikot      | Profil etapy |  |
| --------- | ----------------------------------- | --------- | ------------------- | ------------ | ------------------ | ----------------- | ------------ |  |
| P.        | Lutych – Lutych                     | 6,4 km    | Časovka             | 30. června   | Fabian Cancellara  | Fabian Cancellara |              |  |
| 1.        | Lutych – Seraing                    | 198 km    | Rovinatá            | 1. července  | Peter Sagan        | Fabian Cancellara |              |  |
| 2.        | Visé – Tournai                      | 207,5 km  | Rovinatá            | 2. července  | Mark Cavendish     | Fabian Cancellara |              |  |
| 3.        | Orchies – Boulogne-sur-Mer          | 197 km    | Zvlněná             | 3. července  | Peter Sagan        | Fabian Cancellara |              |  |
| 4.        | Abbeville – Rouen                   | 214,5 km  | Rovinatá            | 4. července  | André Greipel      | Fabian Cancellara |              |  |
| 5.        | Rouen – Saint-Quentin               | 196,5 km  | Rovinatá            | 5. července  | André Greipel      | Fabian Cancellara |              |  |
| 6.        | Épernay – Mety                      | 207,5 km  | Rovinatá            | 6. července  | Peter Sagan        | Fabian Cancellara |              |  |
| 7.        | Tomblaine – La Planche des Belles   | 199 km    | Zvlněná             | 7. července  | Chris Froome       | Bradley Wiggins   |              |  |
| 8.        | Belfort – Porrentruy                | 157,5 km  | Zvlněná             | 8. července  | Thibaut Pinot      | Bradley Wiggins   |              |  |
| 9.        | Arc-et-Senans – Besançon            | 41,5 km   | Časovka             | 9. července  | Bradley Wiggins    | Bradley Wiggins   |              |  |
| Volný den | Volný den                           | Volný den | Volný den           | 10. července | Volný den          |                   |              |  |
| 10.       | Mâcon – Bellegarde-sur-Valserine    | 194,5 km  | Horská              | 11. července | Thomas Voeckler    | Bradley Wiggins   |              |  |
| 11.       | Albertville – Les Sybelles          | 148 km    | Horská              | 12. července | Pierre Rolland     | Bradley Wiggins   |              |  |
| 12.       | Saint-Jean-de-Maurienne – Davézieux | 226 km    | Zvlněná             | 13. července | David Millar       | Bradley Wiggins   |              |  |
| 13.       | St. Paul Châteaux – Cap d’Agde      | 217 km    | Rovinatá            | 14. července | André Greipel      | Bradley Wiggins   |              |  |
| 14.       | Limoux – Foix                       | 191 km    | Zvlněná             | 15. července | Luis León Sánchez  | Bradley Wiggins   |              |  |
| 15.       | Samatan – Pau                       | 158,5 km  | Rovinatá            | 16. července | Pierrick Fédrigo   | Bradley Wiggins   |              |  |
| Volný den | Volný den                           | Volný den | Volný den           | 17. července | Volný den          |                   |              |  |
| 16.       | Pau – Bagnères-de-Luchon            | 197 km    | Horská              | 18. července | Thomas Voeckler    | Bradley Wiggins   |              |  |
| 17.       | Bagnères-de-Luchon – Peyragudes     | 143,5 km  | Horská              | 19. července | Alejandro Valverde | Bradley Wiggins   |              |  |
| 18.       | Blagnac – Brive-la-Gaillarde        | 222,5 km  | Rovinatá            | 20. července | Mark Cavendish     | Bradley Wiggins   |              |  |
| 19.       | Bonneva – Chartres                  | 53,5 km   | Časovka jednotlivců | 21. července | Bradley Wiggins    | Bradley Wiggins   |              |  |
| 20.       | Rambouillet – Paříž                 | 120 km    | Rovinatá            | 22. července | Mark Cavendish     | Bradley Wiggins   |              |  |
| Celkem    | Celkem                              | Celkem    | 3 496,9 km          |              |                    |                   |              |  |

## Vývoj držení trikotů
| Etapa               | Vítěz etapy         | Celková klasifikace                 | Bodovací soutěže             | Vrchařská soutěž                 | Mladý jezdec                    | Soutěž týmů                   | Nejaktivnější jezdec                      |
| ------------------- | ------------------- | ----------------------------------- | ---------------------------- | -------------------------------- | ------------------------------- | ----------------------------- | ----------------------------------------- |
| P                   | Fabian Cancellara   | Fabian Cancellara                   | Fabian Cancellara            | —                                | Tejay van Garderen              | Team SKY                      | —                                         |
| 1.                  | Peter Sagan         | Fabian Cancellara                   | Fabian Cancellara            | Michael Mørkøv                   | Tejay van Garderen              | Team SKY                      | Nicolas Edet                              |
| 2.                  | Mark Cavendish      | Fabian Cancellara                   | Peter Sagan                  | Michael Mørkøv                   | Tejay van Garderen              | Team SKY                      | Anthony Roux                              |
| 3.                  | Peter Sagan         | Fabian Cancellara                   | Peter Sagan                  | Michael Mørkøv                   | Tejay van Garderen              | Team SKY                      | Michael Mørkøv                            |
| 4.                  | André Greipel       | Fabian Cancellara                   | Peter Sagan                  | Michael Mørkøv                   | Tejay van Garderen              | Team SKY                      | Jukija Araširo                            |
| 5.                  | André Greipel       | Fabian Cancellara                   | Peter Sagan                  | Michael Mørkøv                   | Tejay van Garderen              | Team SKY                      | Mathieu Ladagnous                         |
| 6.                  | Peter Sagan         | Fabian Cancellara                   | Peter Sagan                  | Michael Mørkøv                   | Tejay van Garderen              | Team SKY                      | David Zabriskie                           |
| 7.                  | Chris Froome        | Bradley Wiggins                     | Peter Sagan                  | Chris Froome                     | Rein Taaramäe                   | Team SKY                      | Luis León Sánchez                         |
| 8.                  | Thibaut Pinot       | Bradley Wiggins                     | Peter Sagan                  | Fredrik Kessiakoff               | Rein Taaramäe                   | RadioShack-Nissan             | Fredrik Kessiakoff                        |
| 9.                  | Bradley Wiggins     | Bradley Wiggins                     | Peter Sagan                  | Fredrik Kessiakoff               | Tejay van Garderen              | RadioShack-Nissan             | —                                         |
| 10.                 | Thomas Voeckler     | Bradley Wiggins                     | Peter Sagan                  | Thomas Voeckler                  | Tejay van Garderen              | RadioShack-Nissan             | Thomas Voeckler                           |
| 11.                 | Pierre Rolland      | Bradley Wiggins                     | Peter Sagan                  | Fredrik Kessiakoff               | Tejay van Garderen              | RadioShack-Nissan             | Pierre Rolland                            |
| 12.                 | David Millar        | Bradley Wiggins                     | Peter Sagan                  | Fredrik Kessiakoff               | Tejay van Garderen              | RadioShack-Nissan             | Robert Kišerlovski                        |
| 13.                 | André Greipel       | Bradley Wiggins                     | Peter Sagan                  | Fredrik Kessiakoff               | Tejay van Garderen              | RadioShack-Nissan             | Michael Mørkøv                            |
| 14.                 | Luis León Sánchez   | Bradley Wiggins                     | Peter Sagan                  | Fredrik Kessiakoff               | Tejay van Garderen              | RadioShack-Nissan             | Peter Sagan                               |
| 15.                 | Pierrick Fédrigo    | Bradley Wiggins                     | Peter Sagan                  | Fredrik Kessiakoff               | Tejay van Garderen              | RadioShack-Nissan             | Nicki Sørensen                            |
| 16.                 | Thomas Voeckler     | Bradley Wiggins                     | Peter Sagan                  | Thomas Voeckler                  | Tejay van Garderen              | RadioShack-Nissan             | Thomas Voeckler                           |
| 17.                 | Alejandro Valverde  | Bradley Wiggins                     | Peter Sagan                  | Thomas Voeckler                  | Tejay van Garderen              | RadioShack-Nissan             | Alejandro Valverde                        |
| 18.                 | Mark Cavendish      | Bradley Wiggins                     | Peter Sagan                  | Thomas Voeckler                  | Tejay van Garderen              | RadioShack-Nissan             | Alexandr Vinokurov                        |
| 19.                 | Bradley Wiggins     | Bradley Wiggins                     | Peter Sagan                  | Thomas Voeckler                  | Tejay van Garderen              | RadioShack-Nissan             | —                                         |
| 20.                 | Mark Cavendish      | Bradley Wiggins                     | Peter Sagan                  | Thomas Voeckler                  | Tejay van Garderen              | RadioShack-Nissan             | —                                         |
| Konečné pořadí 2012 | Konečné pořadí 2012 | Celková klasifikace Bradley Wiggins | Bodovací soutěže Peter Sagan | Vrchařská soutěž Thomas Voeckler | Mladý jezdec Tejay van Garderen | Soutěž týmů RadioShack-Nissan | Nejaktivnější jezdec Chris Anker Sørensen |